# 莫莉卡·安斯蘭特
莫莉卡·安斯蘭特（英文名：Morrigan Aensland）為日本電子遊戲公司卡普空遊戲《魔域幽靈》的角色之一。

## 概要
莫莉卡於1994年由卡普空公司以世界各地傳說的妖魔鬼怪為題材、所開發創作的電子格鬥遊戲《魔域幽靈》裡首次登場，在作品裡被設定為於歐洲一帶所流傳、會在男性夢裡吸取對方精氣的女妖「魅魔」（Succubus）。
外形上設計為綠色長髮、身材纖細但上圍豐滿、身著暴露性感緊身衣的美豔女性，在頭頂及背部延伸出蝙蝠狀的飛翼為其特徵。
與菲莉西亞同為在《魔域幽靈》系列首部作品就登場的女性角色，起初莫莉卡與菲莉西亞分別被設定在「可愛」與「性感」兩種不同的風格，但之後因莫莉卡的外型在性感風格上較好拿捏，而創作出與原先遇期相反的結果。
早期莫莉卡被設定為女性吸血鬼因而具有著蝙蝠的翅膀，之後為了增強妖豔性感的模樣而更換為魅魔。
後來續作中出現自身力量分出的女妖莉莉絲，胸部與莫莉卡相反極為平坦。

## 角色背景
莫莉卡的角色背景為魔界裡的三大統治者之一「貝里歐魯·安斯蘭特」的養女，因莫莉卡誕生時身上便存在著強大的魔力，貝里歐魯唯恐當時還年幼的莫莉卡無法控制本身的力量；而將她身上的魔力分成三部份，其中一份歸莫莉卡本身持有、另一份由貝里歐魯保管（等他逝世後該力量才會自動返回到莫莉卡身上）、最後一份則暗封在異空間中。
身份雖貴為魔界貴族之一的繼承者，但莫莉卡對於管理、協調魔界裡種種紛爭一事抱持著消極的態度，只對於在人類世界裡尋找刺激、好玩的事物感興趣，為重視享受當下樂趣的享樂主義者。
莫莉卡在《魔域幽靈》一代的故事內容為；在人間世界裡遇見了來自外星的生命體「派隆」，之後對派隆身上強大力量感興趣的莫莉卡接受了挑戰，並成功擊敗了派隆。 於第二作《魔域幽靈－獵人》裡頭；莫莉卡在擊敗派隆後會收到養父貝里歐魯的死訊，而不得不繼承接管了安斯蘭特家族的一切。
在魔域幽靈系列第三作──《魔域幽靈：救世主》裡，莫莉卡則要面臨到一名外形與她神似、名叫「莉莉絲」的小女孩的挑戰，而對方正是當初養父貝里歐姆替她封印在異空間的第三份力量、經過長年時間意外變化成擁有自我意識的生命體。

## 登場遊戲作品

### 原作
| 發行年份 | 遊戲名稱                 | 角色使用稱號             | 角色配音員 |
| -------- | ------------------------ | ------------------------ | ---------- |
| 1994     | 魔域幽靈                 | 午夜的女王（）           | 神宮司彌生 |
| 1995     | 魔域幽靈－獵人           | 午夜的女王（）           | 神宮司彌生 |
| 1997     | 魔域幽靈－救世主         | 黑影與徬徨之下的淫慾（） | 神宮司彌生 |
| 1997     | 魔域幽靈－獵人2          | 黑影與徬徨之下的淫慾（） | 神宮司彌生 |
| 1997     | 魔域幽靈－救世主2        | 黑影與徬徨之下的淫慾（） | 神宮司彌生 |
| 2000     | 魔域幽靈編年史           | 黑影與徬徨之下的淫慾（） | 神宮司彌生 |
| 2004     | 魔域幽靈編年史－渾沌之塔 | 黑影與徬徨之下的淫慾（） | 神宮司彌生 |
| 2005     | 魔域幽靈合輯             | 黑影與徬徨之下的淫慾（） | 神宮司彌生 |

### 大亂鬥類型
- 驚奇漫畫系列

| 發行年份 | 遊戲名稱                                | 角色使用稱號             | 角色配音員 |
| -------- | --------------------------------------- | ------------------------ | ---------- |
| 1999     | MARVEL VS. CAPCOM CLASH OF SUPER HEROES |                          | 神宮司彌生 |
| 2000     | MARVEL VS. CAPCOM 2 NEW AGE OF HEROES   | 遠久時期即存在的魅魔（） | 神宮司彌生 |
| 2011     | MARVEL VS. CAPCOM 3 Fate of Two Worlds  |                          | 田中理惠   |
| 2017     | MARVEL VS. CAPCOM: INFINITE             |                          | 田中理惠   |

- SNK系列

| 發行年份 | 遊戲名稱                                   | 角色使用稱號   | 角色配音員 |
| -------- | ------------------------------------------ | -------------- | ---------- |
| 1999     | 頂上決戰 最強Fights SNK VS. CAPCOM         | -              | -          |
| 1999     | SNK VS. CAPCOM 卡片戰士                    | -              | -          |
| 2000     | CAPCOM VS. SNK MILLENNIUM FIGHT 2000       | -              | 神宮司彌生 |
| 2000     | CAPCOM VS. SNK PRO                         | -              | 神宮司彌生 |
| 2001     | CAPCOM VS. SNK 2 MILLIONAIRE FIGHTING 2001 | 午夜的女王（） | 神宮司彌生 |

- 其它公司

| 發行年份 | 遊戲名稱       | 角色使用稱號   | 角色配音員 |
| -------- | -------------- | -------------- | ---------- |
| 2005     | 南夢宮X卡普空  | -              | 神宮司彌生 |
| 2008     | 龍之子VS卡普空 | 破戒的微笑（） | 神宮司彌生 |

### 其它
| 發行年份 | 遊戲名稱         | 角色配音員 | 備註       |
| -------- | ---------------- | ---------- | ---------- |
| 1996     | 快打方塊         | 神宮司彌生 | 益智遊戲   |
| 1998     | 袖珍快打         | 神宮司彌生 | -          |
| 1999     | 武裝飛鳥2        | 神宮司彌生 | 射擊遊戲   |
| 2001     | 蒙妮卡的散步（） |            | 手機小遊戲 |
| 2008     | Xedge            | 神宮司彌生 | RPG遊戲    |

## 其他配音員
- 佐久間麗：擔任1997至1998年的魔域幽靈動畫中的莫莉卡一角。
- 井上喜久子：負責劇場版CD、裡的莫莉卡。
- 冬馬由美：負責劇場版CD裡的莫莉卡。
- 田中理恵：擔任《『MARVEL VS. CAPCOM 3』、『穿越領域計畫』、『鬼武者Soul』、『穿越領域計畫2』》的莫莉卡。

## 反應評價
- 1998年1月日本電子遊戲雜誌《Gamest》第212期：1997全年度最佳遊戲角色第17名。[8]
- 1998年6月英國世嘉土星主題月刊《Sega Saturn Magazine》評論：「角色外型與在遊戲上的表現皆相當傑出」。[9]
- 2008年年底電子娛樂專題網站「UGO Networks」：前50位最佳性感電子遊戲角色第11名。[10]
- 2008年年底電子娛樂專題網站「UGO Networks」：11位最佳電子女性遊戲角色之一；評論為「她的出現讓玩家清楚了解到卡普空對於女性外型設計的能力」。[11]
- 電子多媒體評論網站IGN：前50位最佳壞女孩風格電子遊戲角色第43名；評論為「足以讓珍娜·詹姆森也失色」。[12]
- 電子遊戲論壇網站Gamespy：前10位最佳女性電子遊戲角色第3名；評論為「莫莉卡可謂卡普空VS.SNK遊戲角色『不知火舞』的反擊」。[13]
- 電子遊戲論壇網站GameDaily：前10位最火辣以及不該和你老媽見面的女性電子遊戲角色之一。

## 相關遊戲角色
- 戴米特里·馬克西莫夫：數百年前曾敗於莫莉卡養父貝里歐魯手下的吸血鬼，為了討回顏面、並誓言成為魔界之王而再度向安斯蘭特家族挑戰。[14]
- 莉莉絲：原先為被封印於異空間、莫莉卡身上一部分的魔力。之後藏匿數百年的時間後意外起了巨變、而演化成擁有自己人格意識的生命體，外型與莫莉卡神似，並渴望能得到莫莉卡的肉身。[7]